# غريغ أ. هيل
غريغ أ. هيل (بالإنجليزية: Greg A. Hill)‏ هو دراج أمريكي، ولد في 27 أكتوبر 1963 في سانتا آنا في الولايات المتحدة.